# Ваньнін
Ваньнін (кит. спр. 万宁市, піньїнь: Wànníng Shì) — місто-повіт в південнокитайській провінції Хайнань.

## Географія
Ваньнін розташовується на сході провінції на узбережжі Східнокитайського моря.

### Клімат
Місто знаходиться у зоні, котра характеризується кліматом тропічних саван. Найтепліший місяць — липень із середньою температурою 28.9 °C (84 °F). Найхолодніший місяць — січень, із середньою температурою 20 °С (68 °F).
| Клімат Ваньніна         | Клімат Ваньніна | Клімат Ваньніна | Клімат Ваньніна | Клімат Ваньніна | Клімат Ваньніна | Клімат Ваньніна | Клімат Ваньніна | Клімат Ваньніна | Клімат Ваньніна | Клімат Ваньніна | Клімат Ваньніна | Клімат Ваньніна | Клімат Ваньніна |
| Показник                | Січ.            | Лют.            | Бер.            | Квіт.           | Трав.           | Черв.           | Лип.            | Серп.           | Вер.            | Жовт.           | Лист.           | Груд.           | Рік             |
| Середня температура, °C | 20              | 21,2            | 23,7            | 26,4            | 28,4            | 28,8            | 28,9            | 28,4            | 27,5            | 25,8            | 23,4            | 20,9            | 25,3            |
| Норма опадів, мм        | 30.5            | 30.5            | 47.9            | 92.4            | 158.7           | 228.1           | 164.3           | 271.6           | 350.9           | 283.8           | 131.4           | 50.8            | 1840.9          |
| Днів з опадами          | 11,3            | 11,1            | 9,4             | 10              | 12,8            | 15,8            | 13,3            | 18,7            | 19              | 16,1            | 12,4            | 10,9            | 160,8           |
| Вологість повітря, %    | 83.8            | 85.5            | 83.3            | 80.8            | 77.4            | 76.3            | 74.6            | 76.7            | 80.8            | 81.7            | 81.2            | 81.8            | 80.3            |
| ----------------------- | --------------- | --------------- | --------------- | --------------- | --------------- | --------------- | --------------- | --------------- | --------------- | --------------- | --------------- | --------------- | --------------- |
| Джерело: Weatherbase    |                 |                 |                 |                 |                 |                 |                 |                 |                 |                 |                 |                 |                 |